# COVID-19 в Австрии
В Австрии первые два случая заболевания коронавирусной инфекцией COVID-19 были зафиксированы 25 февраля 2020 года в регионе Тироль, однако впоследствии министр здравоохранения Австрии Рудольф Аншобер сообщил о более раннем случае заболевания (8 февраля 2020).
В стране были введены меры противодействия распространению инфекции, были закрыты многие сферы бизнеса, однако остались исключения. Так, не была остановлена торговля продуктами питания, не были закрыты аптеки, АЗС, банки, почта и некоторые другие заведения.
30 марта 2020 года канцлер Австрии Себастьян Курц, вице-канцлер Вернер Коглер, министр здравоохранения Рудольф Аншобер, министр внутренних дел Карл Нехаммер провели пресс-конференцию по вопросам, связанным с ограничительными мерами в связи с распространением новой инфекции, где было объявлено, в частности, о необходимости ношения защитных масок в супермаркетах Австрии.
28 апреля 2020 года министр здравоохранения Австрии  Рудольф Аншобер заявил, что в продлении ограничительных мер, действовавших до 30 апреля, нет необходимости.
3 мая 2020 года сообщалось, что аэропорт Вены будет предлагать прибывающим в страну пассажирам прохождение ПЦР-теста на коронавирус вместо 14-дневного карантина.
В феврале 2021 года сообщалось, что в Тироле распространяется южноафриканская мутация коронавируса.
По данным на 24 декабря 2021 года, полностью вакцинировано от COVID-19 более 70 % населения Австрии. При этом в октябре 2021 года санитарные власти Австрии отмечали рост числа заразившихся новой коронавирусной инфекцией после вакцинации: в некоторых регионах половину госпитализированных пациентов с COVID-19 составляли привитые.